# 旧金山纪事报
《旧金山纪事报》（英語：San Francisco Chronicle，又称《旧金山新闻》）是北加利福尼亚地区发行量最大的报纸，同时也是美国发行量最大的报纸之一，订户主要集中在舊金山灣區，但该报发售范围遍及加州北部和中部，从萨克拉门托和翡翠三角向南一直到圣路易斯-奥比斯波县。该报于1865年由查尔斯·德·杨和迈克尔·H·德·杨兄弟创立，创刊名为《每日要闻纪事报》（The Daily Dramatic Chronicle）。随着旧金山的发展，报纸也随之壮大，到了1880年，该报成为美国西海岸发行量最大的报纸。而如今，西海岸只有《洛杉矶时报》在发行量上超过了《旧金山纪事报》，而《纪事报》的发行量仍然排在全国第12位。

## 历史

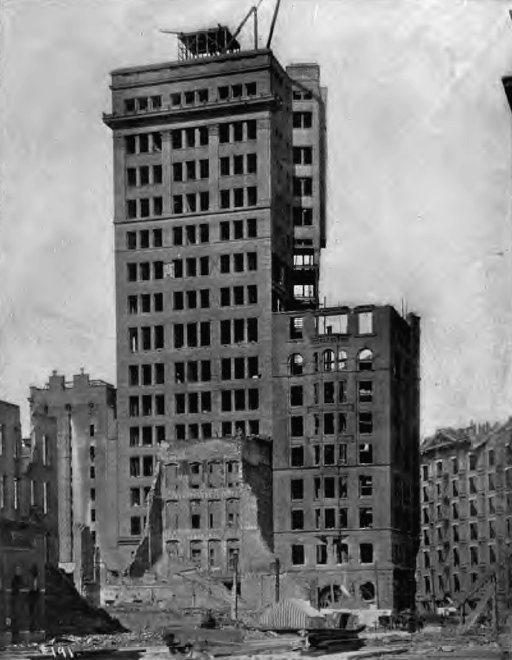
1906年旧金山大地震及大火后的纪事报大楼

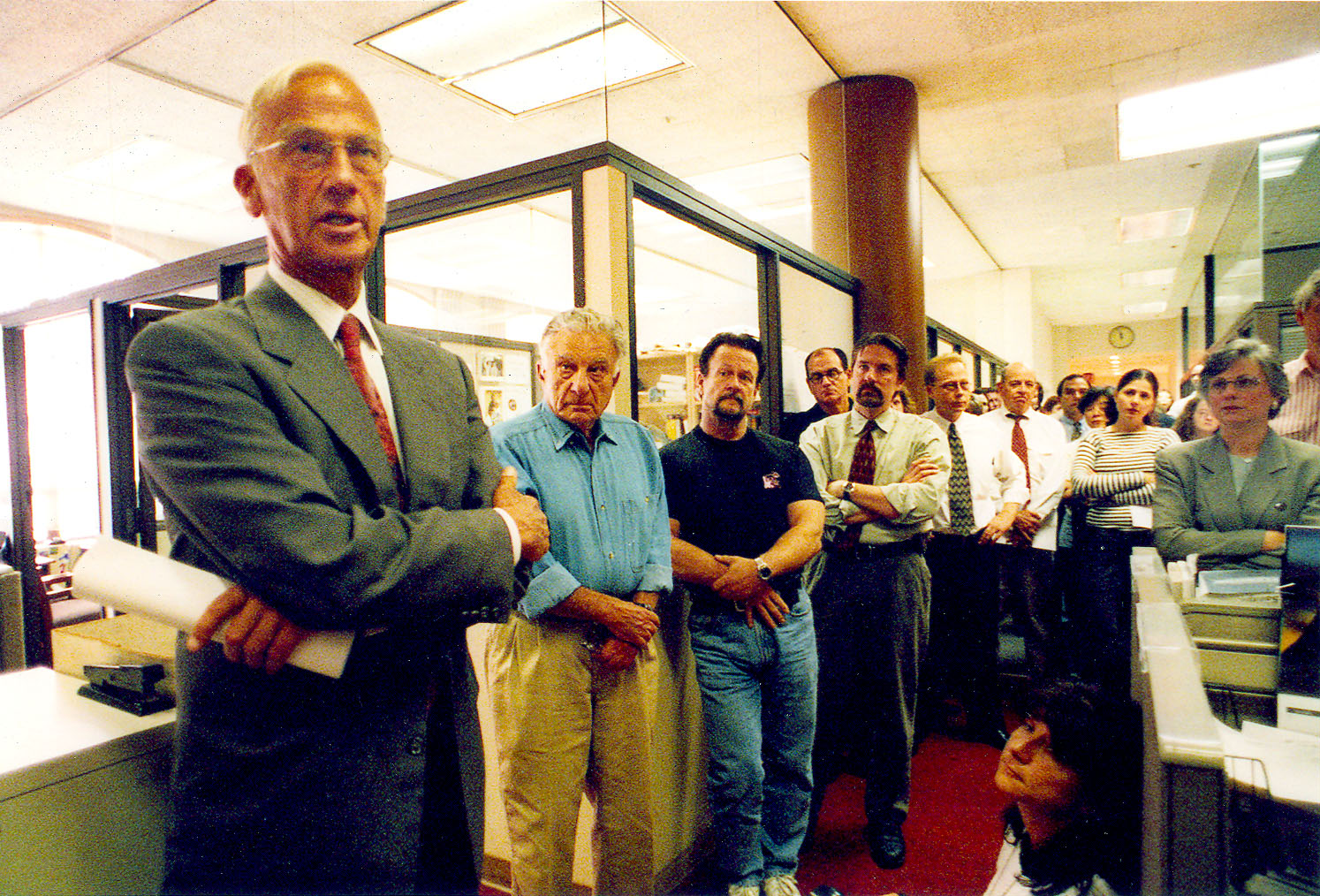
1999年8月6日，紀事報執行長John Sias宣布將報紙出售給赫斯特公司

第二次世界大战之后，1971年之前，新主编斯科特·纽豪（Scott Newhall）锐意创新，大胆采用了全新的新闻呈现方式。当时的报社中有像皮埃尔·塞林格、保罗·艾弗瑞这样的记者进行调查采访。前者后来成为肯尼迪的新闻秘书，并当选加州参议员，在国家政治中发挥重大影响力，而后者则追踪报道了70年代震惊一时的“黃道十二宮殺手”。当时的报社还有大量知名的专栏作者，这使得它很快跃居全市发行量之首，超过了竞争对手《旧金山观察家报》（San Francisco Examiner）。随着50年代末60年代初旧金山其他日报的停刊，《观察家报》和《纪事报》在发行量和读者群的争夺日趋白热化。这场竞争中双方都有损失，1965年夏，当《合作经营协议》签订后，《纪事报》成为了全市唯一的日报，而《观察家报》则改为晚报（这也最终导致读者群流失）。两报的编辑部门合作出版周日合刊，其中《观察家报》负责新闻版和周日杂志，《纪事报》负责特别报道。1965年以后，两报的广告业务合并，该合作经营协议一直持续到赫斯特集团收购《纪事报》才告终。
2000年7月27日之前，德·杨家族通过纪事报发行公司（Chronicle Publishing Company）控制这报纸，而之后则被拥有《观察家报》的赫斯特国际集团收购。收购完成后，赫斯特集团将《观察家报》转到出版《旧金山独立报》（San Francisco Independent）和《亚洲周刊》（AsianWeek）的方家族（the Fang family）手下，同时还补助了6600万美元。在新东家手下，《观察家报》成为了免费的小型报，而《纪事报》则成为旧金山唯一的宽版日报。
1949年，德·杨家族建立了KRON电视台（四频道），这是湾区的第三家电视台。在60年代中期以前，该电视台（以及KRON-FM广播电台）使用位于任务街（Mission Street）的纪事报大楼地下一层。KRON之后搬离此地。
自2000年赫斯特集团收购《纪事报》后，该报在组织结构及版面设计上不断改变。但在2009年2月1日，该报第145个发行年时，其周日版采用了全新的设计：标志、排版都发生了变化，新的专题、加黑、彩色版的条幅和标题字体。而报纸的纸张尺寸却减小了，这顺应了时下美国报纸的改革方式，如《芝加哥论坛报》和《奥兰多哨兵报》（Orlando Sentinel）也在2008年采用了新的版面设计，并减小了报纸尺寸。

## 采编团队
2009年该报的发行人是弗兰克·J·维盖（Frank J. Vega），报社总裁是马克·安德金斯（Mark Adkins），执行副主席及主编是沃德·H·布希（Ward H. Bushee），而社论版主编是约翰·迪亚兹（John Diaz）。

## 网站
该报的在线版SFGate.com，由总裁马克·安德金斯、副总裁米歇尔·史拉克（Michele Slack）以及执行发行人凯文·斯卡格斯领导。除了有《旧金山纪事报》的在线版外，网站上还有许多印刷版中没有的专题栏目，如博客和播客。SFGate于1994年上线，这在主流报纸中是较早的。

## 赞扬与批评
该报曾多次获得普利策奖。尽管有悠久而辉煌的历史，该报新闻报道的广度已大不如前。目前，《纪事报》开始效仿其他美国报纸，更关注于当地和区域新闻以及文化和娱乐评论，这一反该报过去对全国和国际新闻的深入报道。这种对本地新闻的关注也是对其他湾区报纸竞争的回应，包括复兴的《旧金山观察家报》、《奥克兰论坛报》（Oakland Tribune）、《康特拉克斯塔时报》（Contra Costa Times ）以及《圣荷塞信使报》（San Jose Mercury News）。

## 挑战
该报发行量自1997到2001年的互聯網泡沫时期就开始锐减。2004年《纪事报》的发行量下降了16.6%，2005年发行量为400,906份。2006年，日发行量下降到373,805份。作为回应，该报削减了本地新闻版面，并在报道国家和国际新闻使更多的使用美联社的报道而非自己的记者。另外还进行了大量的裁员，2007年新闻采编室有四分之一的雇员被解雇。同时，该报的网络版不断发展，2006年成为美国第五大在线版报纸，月访问量达520万人次。
2009年2月24日，赫斯特集团发表声明，《纪事报》的财务状况需要大量且快速地削减运营支出。在赫斯特集团副总裁和总经理小弗兰克·A·本耐克（Frank A. Bennack Jr.）和赫斯特报业集团总裁斯蒂文·R·施瓦茨（Steven R. Swartz）发表的联合声明中，他们称该报的当前发行量为312,000份，而发行量自2001年起每年都在下降，2008年已亏损逾5千万美元，而2009年情况更不乐观。生命中称，“没有我们希望的对整个《纪事报》组织结构的显著改变，我们就不得不尽快寻找买家，或者在没有人愿意接受的情况下停止该报运作”。而最近赫斯特集团已对《西雅图邮讯报》（Seattle Post-Intelligencer）采取了停刊措施，如果《纪事报》步其后尘，那么旧金山将成为美国没有全业务英语日报的最大城市。